# Мужская сборная Австралии по флорболу
Мужская национальная сборная Австралии по флорболу — представляет Австралию на международных соревнованиях по флорболу. Управляющей организацией является Ассоциация флорбола Австралии (англ. Australian Floorball Association, Floorball Australia).

## Результаты выступлений

### Чемпионаты мира
| Год  | Победы                                        | Ничьи                                         | Поражения                                     | Место                                         |
| ---- | --------------------------------------------- | --------------------------------------------- | --------------------------------------------- | --------------------------------------------- |
| 1996 | не участвовали                                | не участвовали                                | не участвовали                                | не участвовали                                |
| 1998 | 2                                             | 0                                             | 3                                             | 12                                            |
| 2000 | 2                                             | 0                                             | 2                                             | 15                                            |
| 2002 | 3                                             | 1                                             | 1                                             | 17                                            |
| 2004 | 0                                             | 0                                             | 4                                             | 18                                            |
| 2006 | 0                                             | 0                                             | 5                                             | 20                                            |
| 2008 | участвовали в турнире дивизиона C             | участвовали в турнире дивизиона C             | участвовали в турнире дивизиона C             | участвовали в турнире дивизиона C             |
| 2010 | 1                                             | 0                                             | 4                                             | 14                                            |
| 2012 | не участвовали                                | не участвовали                                | не участвовали                                | не участвовали                                |
| 2014 | 2                                             | 0                                             | 3                                             | 14                                            |
| 2016 | 1                                             | 1                                             | 3                                             | 15                                            |
| 2018 | 2                                             | 0                                             | 4                                             | 12                                            |
| 2020 | квалифицировались на ЧМ, но снялись с участия | квалифицировались на ЧМ, но снялись с участия | квалифицировались на ЧМ, но снялись с участия | квалифицировались на ЧМ, но снялись с участия |
| 2022 | 3                                             | 0                                             | 2                                             | 13                                            |

#### Чемпионаты мира (дивизион C)
| Год  | Победы | Ничьи | Поражения | Место |
| ---- | ------ | ----- | --------- | ----- |
| 2008 | 2      | 0     | 3         | 4     |

### Чемпионаты  Азии и Тихоокеанского региона
| Год  | Победы         | Ничьи          | Поражения      | Место          |
| ---- | -------------- | -------------- | -------------- | -------------- |
| 2004 | 2              | 0              | 2              | 3              |
| 2005 | 3              | 0              | 1              | 2              |
| 2006 | 3              | 1              | 2              | 2              |
| 2007 | 2              | 0              | 6              | 6              |
| 2008 | 4              | 0              | 2              | 2              |
| 2009 | 4              | 0              | 1              | 2              |
| 2010 | 1              | 1              | 2              | 3              |
| 2011 | не участвовали | не участвовали | не участвовали | не участвовали |
| 2012 | 2              | 0              | 2              | 4              |